# Chalé (Minas Gerais)
Chalé é um município brasileiro do estado de Minas Gerais. Sua população recenseada em 2022 era de 6 075 habitantes.
A região hoje denominada Vertente Ocidental do Caparaó, na qual está incrustado o município, teve seu desbravamento pelo homem branco, geralmente, oriundo do litoral. Partes da região eram habitadas por aborígenes dispersos pelos colonizadores em jornadas encetadas durante o correr dos séculos XVIII e XIX. Relativamente ao território chaleense, apenas por volta de 1891, começava a ser habitado, quando as famílias de João Ambrósio Ribeiro, José Ambrósio Ribeiro e Manuel Ferreira Brandão, aportaram ao local, fundando um aglomerado com o nome de São Domingos, às margens do rio da mesma denominação.
A ocupação e o povoamento do território municipal aconteceram com a vinda de novos agricultores uma vez que a fertilidade do solo, propício à implantação de lavouras e pastoreio do gado, abria oportunidade àqueles que se dedicassem a trabalhar a terra. Ligadas aos fundadores, as famílias de Manuel e Antônio Felisberto Pereira Alvim, José Maria Gomes Júnior, Cel. Francisco Januário Gomes e Manuel de Aquino Xavier, todo a agricultores, deram seqüência ao progresso do lugar.
O topônimo "Chalé" originou-se da primeira moradia permanente construída na localidade que era um ″chalé″, de estilo suiço, próximo à margem do Rio São Domingos, junto à foz do Córrego da Turma.

## Distritos
- Chalé (distrito-sede)
- Professor Sperber (Bananal)[7]
- Penha do Coco
- Água Limpa